# EAGLE (САПР)
EAGLE (англ. Easily Applicable Graphical Layout Editor) — система проєктування електричних принципових схем і друкованих плат. EAGLE має популярність серед західних радіоаматорів через свою безкоштовну ліцензію і доступність в Інтернет великої кількості бібліотек компонентів. Адаптована до систем Windows, Linux, Mac OS X.

## Основні частини
EAGLE включає наступні програмні компоненти:
- Бібліотеку компонентів (англ. component library)
- Редактор схем (англ. schematic editor)
- Редактор друкованих плат (англ. board editor)
- Редактор компонентів для створення нових пристроїв
- Автоматичне трасування друкованих плат
- CAM-процесор (англ. computer-aided manufactoring), що перетворює файл друкованої плати в серію файлів для її виготовлення

## Відомі проєкти
- Команда проєкту Arduino поширює вихідну документацію на компоненти Arduino у форматі програми EAGLE[1].